# Cyclanthaceae
Cyclanthaceae is een botanische naam, voor een familie van eenzaadlobbige planten. Een familie onder deze naam wordt algemeen erkend door systemen van plantentaxonomie, en ook door het APG-systeem (1998) en het APG II-systeem (2003).
Het gaat om een familie van tweehonderd soorten in een dozijn genera. De familie is waarschijnlijk het best bekend van Carludovica palmata, waarvan de jonge bladeren gebruikt worden voor de zogeheten Panamahoeden. Dit materiaal wordt daarom ook wel panamastro genoemd.
Cronquist (1981) plaatste haar in een eigen orde (Cyclanthales).